# Bêta-Lysine
Pour les articles homonymes, voir Acide diaminohexanoïque.
La β-lysine, ou acide 3,6-diaminohexanoïque est un acide aminé produit par les plaquettes sanguines durant la coagulation, qui a la propriété d'être antibactérien, causant la lyse de beaucoup de bactéries à Gram positif en agissant comme un détergent cationique.